# Schizothorax progastus
Schizothorax progastus är en fiskart som först beskrevs av Mcclelland, 1839.  Schizothorax progastus ingår i släktet Schizothorax och familjen karpfiskar. IUCN kategoriserar arten globalt som livskraftig. Inga underarter finns listade i Catalogue of Life.